# 蓮華寺 (中野区大和町)
蓮華寺（れんげじ）は、東京都中野区大和町にある日蓮宗の寺院。山号は泉光山。旧本山は重須本門寺、興統法縁。寺領20石の朱印を拝領した寺。

## 歴史
万治元年（1658年）泉光院殿妙澄日行（増山弾正少弼正利の母で徳川家綱の外祖母）と蓮華院殿妙通日香大姉（増山正利の妹で毛利元知の室）母娘の開基で、北山本門寺14世日優を開山に目白関口台町（現在の文京区）に創建。
日優は泉光院の娘お楽の方の出産祈願を成就させた功により、この寺の建立を許された。この時の子が後の江戸幕府第4代将軍徳川家綱である。
明治44年（1911年）現在地へ移転した。

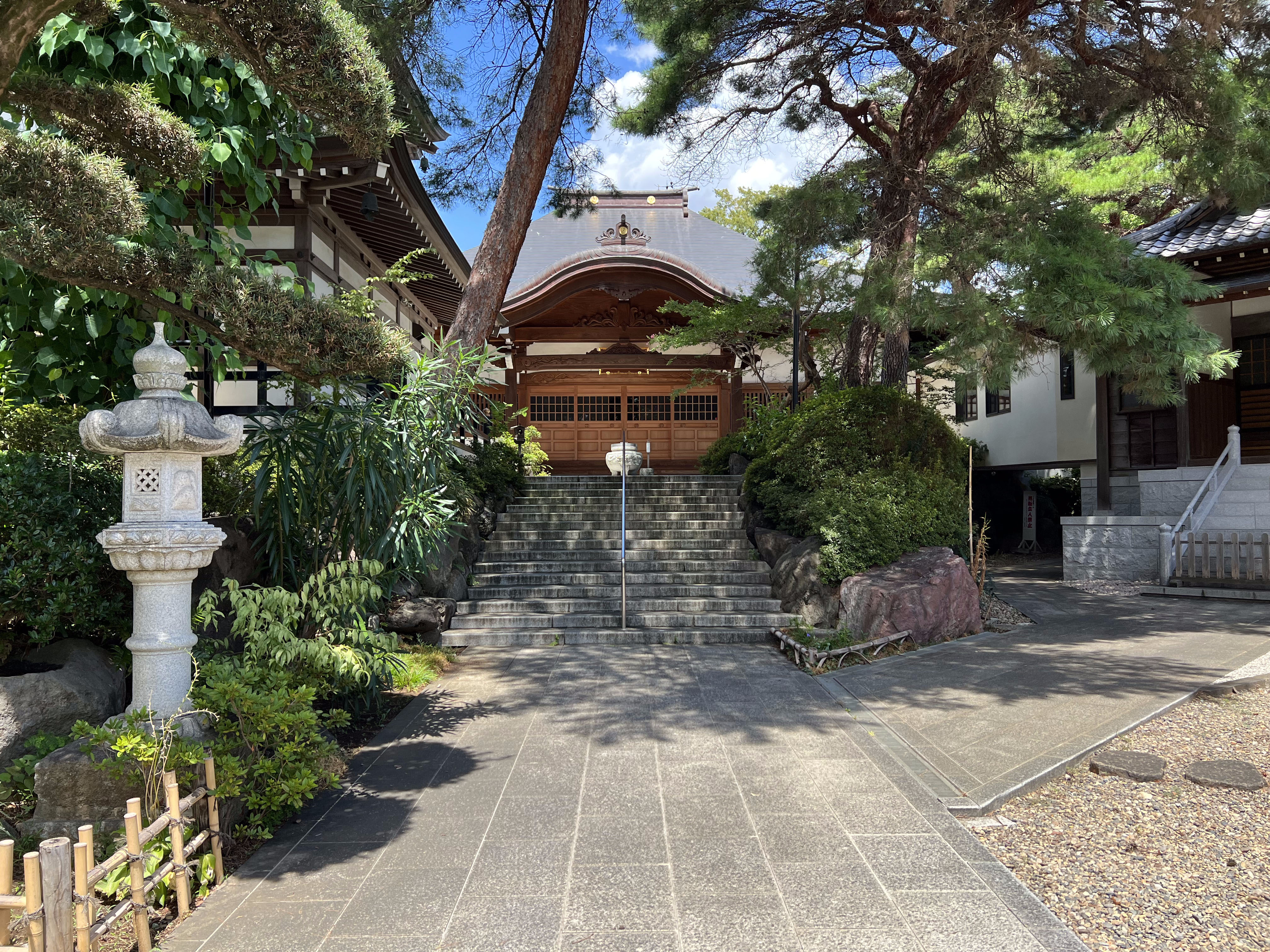
本堂

## 墓所
- 増山家（譜代大名）

お楽の方の家綱出産の功により、大名に取り立てられた。

## 参考資料
- 日蓮宗寺院大鑑編集委員会『宗祖第七百遠忌記念出版 日蓮宗寺院大鑑』大本山池上本門寺 (1981年)
- 中野区史跡研究会 編『中野区史跡散歩 (東京史跡ガイド14)』学生社、1992年
- 東京名所図会